# Asteriscium closii
Asteriscium closii är en flockblommig växtart som först beskrevs av Carl Ernst Otto Kuntze, och fick sitt nu gällande namn av Mildred Esther Mathias och Lincoln Constance. Asteriscium closii ingår i släktet Asteriscium och familjen flockblommiga växter. Inga underarter finns listade i Catalogue of Life.